# Tamara – Rache kann so verführerisch sein
Tamara – Rache kann so verführerisch sein (Verweistitel: Tamara – Tochter des Teufels) ist ein Horrorfilm, produziert 2005 in Kanada. Regie führte Jeremy Haft.

## Handlung
Die Schülerin Tamara Riley hat nicht viele Freunde. Sie verliebt sich in den Englischlehrer Bill Natolly, dem sie ein von sich selbst geschriebenes Buch gibt. Bill Natolly küsst sie, bis sich die Szene als ein Traum des Mädchens erweist. 
Tamara schreibt in der Realität einen Artikel für die Schülerzeitung, in dem sie die örtliche Sportmannschaft kritisiert. Sie wird noch weniger beliebt, weswegen sie sich bei Bill Natolly beschwert. Tamara versucht, ihn zu küssen, aber er weicht aus. Daheim wird sie von ihrem Vater ausgelacht. Um doch noch mit Mr. Natolly zusammen sein zu können, führt sie ein Ritual aus, welches ihr genau das verspricht. Bedingung ist dabei, dass ihr Blut vergossen wird. Hiervor schreckt sie jedoch zurück.
Shawn, ein Mitglied der Sportmannschaft, erfährt von Kisha, seiner Freundin, über die Gefühle von Tamara zu ihrem Englischlehrer. Kisha hatte dies zufällig mitbekommen. Shawn ruft Tamara an, verstellt aber seine Stimme, um wie Mr. Natolly zu klingen. Er lädt sie in ein Appartement ein, um eine gemeinsame Nacht miteinander zu verbringen. Tamara besucht das Apartment, findet es aber leer vor. Sie zieht sich dort aus, wird aber von einer Kamera gefilmt, die Shawn zuvor in dem Zimmer versteckt hatte. Die Handlung im Zimmer mit Tamara wird in ein anderes Appartement übertragen, in dem Shawn und seine Freunde sitzen. Shawn geht nun auch in das Appartement mit Tamara und lacht sie dort aus. Tamara versucht zu flüchten und erblickt Chloe, die vor ihr in das Zimmer mit der Übertragung flüchtet. Dort kommt es zum Handgemenge zwischen Chloe und Jesse auf der einen Seite und Tamara auf der anderen. Der Kopf von Tamara prallt gegen einen Tisch; sie stirbt und wird von den anwesenden Schülern nach Diskussion in einem Waldstück begraben. Ihr Blut wurde also vergossen.
Tamara kehrt als ein Zombie in Gestalt einer schönen Tamara zurück, um Rache an allen zu nehmen, die für ihren Tod verantwortlich sind. Sie kann mit einer kleinen Berührung jeden Anderen willenlos machen und ihn als ihr Werkzeug ausschicken. Tamaras Rache bahnt sich ihren Weg und so werden nach und nach alle, die am Anfang mit ihrem Tod zu tun hatten, getötet. Schließlich wird auch Jesse von Kisha erstochen, deren Körper von Tamaras Geist gesteuert wird. Chloe tötet daraufhin Kisha. Schließlich opfert sich Bill Natolly, der durch das Ritual mit Tamara verbunden ist. Er springt mit Tamara vom Dach eines Krankenhauses, weil Tamara nur so aufgehalten werden kann. Chloe und Allison Natolly überleben. Am Ende sieht man wie die Hände eines weiblichen Zombies nach einem magischen Buch greifen, das in einem offenen Cabriolet liegt. Tamaras Racheplan könnte weitergehen.

## Kritiken
- R. Emmet Sweeney schrieb in The Village Voice (Ausgabe 31. Januar 2006), der Horrorfilm lebe ausschließlich von den Wiederholungen der Elemente des Genres. Er vermeide die Glorifizierung der Rache.[2]
- Frank Scheck schrieb im Hollywood Reporter (Ausgabe 13. Februar 2006), der Film sei eine „Low-Budget-Version“ von Carrie – Des Satans jüngste Tochter. Er fange „versprechend“ an, wird aber dann „routiniert“.[3]

## Hintergründe
Der im Herbst 2004 in Winnipeg gedrehte Film kostete 4,75 Millionen Dollar. Er brachte den Produzenten in den amerikanischen Kinos 207.000 Dollar ein. In Deutschland wurde er am 21. April 2006 auf DVD veröffentlicht.